# TNSW 1500
Der Typ TNSW 1500 ist eine Baureihe von Containermotorschiffen der Thyssen Nordseewerke in Emden.

## Geschichte
In den Jahren 1993 bis 1996 bauten die Emder Nordseewerke neun Schiffe dieses Typs. Acht Einheiten erhielt die Hamburger Reederei Claus-Peter Offen, ein Schiff wurde an die norwegische Ivarans Rederi abgeliefert.

## Einzelheiten
Der Schiffstyp TNSW 1500 hat vier Laderäume, von denen drei vor dem Deckshaus liegen und einer dahinter angeordnet ist. Das Ladegeschirr der vorderen Räume besteht aus zwei 40-Tonnen-Schiffskränen, die hintere Luke ist mit einem 36-Tonnen-Schiffskran ausgerüstet. Die Schiffe sind für den Transport gefährlicher Ladung eingerichtet und besitzen eine Containerstellplatzkapazität von maximal 1512 TEU. Bei einer homogenen Beladung mit 14 Tonnen schweren Containern beträgt die Kapazität 1118 TEU. Es stehen 100 Anschlüsse für Kühlcontainer zur Verfügung.

## Die Schiffe
| TNSW-1500-Schiffe | TNSW-1500-Schiffe | TNSW-1500-Schiffe | TNSW-1500-Schiffe | TNSW-1500-Schiffe | TNSW-1500-Schiffe |
| Bauname           | IMO-Nummer        | Bau- nummer       | Ablieferung       | Auftraggeber      | Umbenennungen und Verbleib |
| ----------------- | ----------------- | ----------------- | ----------------- | ----------------- | --- |
| San Lorenzo       | 9046215           | 501               | 1993              | Claus-Peter Offen | San Lorenzo I → Altamira → San Lorenzo I → Columbus Ohio → San Lorenzo → YM Fukuoka → San Lorenzo → San Enzo → 2012 Abbruch in Alang                                                   |
| San Vincente      | 9046227           | 502               | 1993              | Claus-Peter Offen | CGM Santos Dumont → San Vincente → P&O Nedlloyd Zanzibar → Mercosul Palometa → San Vincente, Vici → 2013 verschrottet                                                                  |
| San Isidro        | 9046239           | 503               | 1993              | Claus-Peter Offen | P&O Nedlloyd Lome → San Isidro → Maersk Accra → San Isidro → YM Fukuoka → San Isidro → Ismini → 2313 verschrottet                                                                      |
| San Antonio       | 9046241           | 504               | 1993              | Ivarans Rederi    | Jolly Avorio → San Antonio → Indamex New York → Delmas Charcot → Asia Star → 2014 Abbruch in Alang                                                                                     |
| San Clemente      | 9046253           | 505               | 1994              | Claus-Peter Offen | Columbus Bahia → San Clemente → Cielo del Chile → San Clemente → Canmar Fortune → San Clemente → Sawasdee Laemchabang → 2020 Abbruch in Alang                                          |
| San Cristobal     | 9081021           | 510               | 1995              | Claus-Peter Offen | Equinox → CGM Saint Exupery → San Cristobal → Lykes Hawk → San Cristobal → Maersk Abidjan → San Cristobal → Sawasdee Singapore                                                         |
| San Francisco     | 9081019           | 511               | 1996              | Claus-Peter Offen | Francisco → Contship Brasil → San Francisco → Ivaran Raven → Lykes Raven → San Francisco → Maersk Apapa → Lykes Pilot → San Francisco → Sawasdee Jakarta → OEL Malaysia → SOL Malaysia |
| San Fernando      | 9084607           | 512               | 1996              | Claus-Peter Offen | Ivaran Condor → Lykes Condor → P&O Nedlloyd → San Fernando → P&O Nedlloyd Tema → San Fernando → Sawasdee Busan → MSC Nita                                                              |
| San Felipe        | 9119660           | 513               | 1996              | Claus-Peter Offen | Ivaran Eagle → Lykes Eagle → Columbus Mexico → San Felipe → Puerto Limon → San Felipe → Sawasdee Hongkong → Chindwin Star → BLPL Trus                                                  |